# Festas de San Blas e Santa Águeda (Mequinenza)
As Festas de San Blas e Santa Águeda são uma celebração do município de Mequinenza, na província de Zaragoza, uma comunidade autônoma de Aragão. Consistem em um feriado que faz parte da tradição histórica da cidade devido à sua idade e continuidade ao longo do tempo e pela originalidade e diversidade de seus atos, tornando-se um fenômeno turístico com grande atração de visitantes. Há evidências de mais de 300 anos de celebração, com uma participação ativa da população local em celebrações religiosas e festivas. Essas festas incluem eventos únicos, como a entrega do bastão, concursos de fantasias (crianças e adultos), bem como a elaboração de "coca" e "pa beneït". Ocorrem durante a primeira quinzena de fevereiro, são consideradas as celebrações de inverno da cidade e, desde 2018, são reconhecidas como Festas de Interesse Turístico em Aragão

## Origem e história
Existe constancia de ao menos três séculos de celebração de San Blas e Santa Águeda em Mequinenza, uma tradição que se acentuou quando, com a construção do barragem de Riba-roja de nos anos 70, o Povo Velho ficou baixo o rio Ebro e o núcleo urbano da localidade se teve que transladar a sua actual localização a poucos quilómetros águas acima, a orlas do rio Segre. Historicamente, a procissão de San Blas corria a cargo dos homens e a de Santa Águeda às mulheres, mas a evolução natural da tradição tem implicado que na actualidade as Comissões de San Blas e Santa Águeda estejam exclusivamente formadas por mulheres que adquirem um protagonismo especial durante os dias de celebração. San Blas e Santa Águeda tomaram relevância durante o franquismo, já que conquanto estava proibido disfarçar-se, Mequinenza continuou desafiando a proibição imposta pelas autoridades, um facto que fomentou ainda mais o arraigo popular e o carácter singular da tradição.

## Festividade
A festividade inicia-se com a entrega da Bengala de Comando às Comissões de San Blas e Santa Águeda, para continuar no dia 3 de fevereiro com as celebrações religiosas de San Blas e no dia 5 com as de Santa Águeda. A jornada conclui com os conhecidos concursos de disfarces artesanais para pequenos e maiores, ao mesmo tempo que diversas e coloridas rúas percorrem a população acompanhadas de música ao vivo. Durante as celebrações elaboram-se “coques”, um doce típico tradicional a base de azeite, farinha e água, à que se acrescenta um ingrediente secreto que conhece unicamente a cada Comissão. O processo de elaboração de “coques” transmite-se de geração em geração através das integrantes da Comissão de San Blas e Santa Águeda.
Tradição, festa e cor unem-se durante as festas, enchendo a população durante estes dias de visitantes nacionais e estrangeiros atraídos pela grande espectaculosidade dos disfarces feitos a mão. Os grupos desfilam pelas ruas da localidade disfarçados com atuendos de personagens históricas, imaginários ou de ficção a ritmo de músicas variadas. Os trabalhos de elaboração dos disfarces iniciam-se meses dantes da festividade com um intenso trabalho feito completamente a mão, fruto da criatividade e o talento no que se implica toda a população. A festividade de San Blas e Santa Águeda é a expressão do esforço colectivo e a expressão artística de toda a população de Mequinenza, bem como uma senha de identidade e referente em toda a Comarca do Baixo/Baix Cinca.